# The Racket
The Racket är en amerikansk kriminal-drama från 1928, regisserad av Lewis Milestone och producerad av Howard Hughes. Filmen är baserad på Bartlett Cormacks pjäs med samma namn från 1927. The Racket var en av de första filmerna att bli nominerad till Oscar för Bästa film vid Oscarsgalan 1929. Den förlorade dock mot Vingarna.

## Om filmen
Det var länge trott att filmen var förlorad tills man fann en kopia i Howard Hughes filmsamling efter hans död. En remake gjordes 1951 vid namn Ligan bakom lagen av John Cromwell med Robert Mitchum i huvudrollen.

## Rollista
- Thomas Meighan – Captain McQuigg
- Louis Wolheim – Nick Scarsi
- Marie Prevost – Helen Hayes
- G. Pat Collins – Patrolman Johnson
- Henry Sedley – Spike
- George E. Stone – Joe Scarsi
- Sam De Grasse – Welch
- Skeets Gallagher – Miller
- Lee Moran – Pratt
- John Darrow – Ames
- Lucien Prival – Chick
- Dan Wolheim – Sgt. Turck